# Strajk generalny w Indiach
Strajk generalny w Indiach (2020) – strajk generalny, który miał miejsce na terenie całych Indii w dniu 26 listopada 2020. Jest to najprawdopodobniej największy w historii ludzkości strajk, biorąc pod uwagę ilość uczestników, których liczbę oszacowano na ponad 250 000 000.
Strajk zorganizowało 10 związków zawodowych w całym kraju, a poparły go Indyjski Kongres Narodowy (INC), Komunistyczna Partia Indii (CPI), Komunistyczna Partia Indii (Marksistowska) (CPIM) i inne partie lewicowe.
Po strajku 30 listopada odbył się marsz rolników do Nowego Delhi, co zgromadziło wokół miasta dziesiątki tysięcy rolników, których liczba 3 grudnia wzrosła do setek tysięcy.

## Żądania strajkujących
Związki zawodowe przedstawiły listę siedmiu żądań:
1. Bezpośredni przelew gotówkowy w wysokości 7500 ₹ (równowartość 8800 ₹ lub 110 USD w 2023) miesięcznie dla wszystkich rodzin, których dochody są niższe od progu podatku dochodowego[11].
2. 10 kg (22 funty) bezpłatnej racji zboża na osobę co miesiąc dla wszystkich potrzebujących.
3. Rozszerzenie Ustawy o krajowej gwarancji zatrudnienia na obszarach wiejskich, aby zapewnić zatrudnienie z obecnych 100 dni do 200 dni pracy na obszarach wiejskich z wyższymi płacami i poszerzeniem programu na obszary miejskie.
4. Wycofanie wszystkich zmian w kodeksie pracy wymierzonych w pracowników oraz liberalizacji reform rolnych, postrzeganych przez protestujących jako ustawy wymierzone w rolników[4].
5. Zatrzymania prywatyzacji przedsiębiorstw sektora publicznego, w tym tych w sektorze finansowym. Zatrzymania korporatyzacji państwowych podmiotów produkcyjnych i usługowych w kolejnictwie, przemyśle zbrojeniowym, stoczniach i podobnych obszarach.
6. Wycofać okólnik nakazujący wcześniejsze przejście na emeryturę pracowników sektora rządowego i publicznego.
7. Zapewnić wszystkim emeryturę, przywrócić wcześniejszy system emerytalny i poprawić EPS 95[12][8].

## Organizatorzy
Wśród zaangażowanych związków zawodowych i central związkowych znalazły się: Indyjski Narodowy Kongres Związków Zawodowych (INTUC), Ogólnoindyjski Kongres Związków Zawodowych (AITUC), Hind Mazdoor Sabha (HMS), Centrum Indyjskich Związków Zawodowych (CITU), Ogólnoindyjskie Zjednoczone Centrum Związków Zawodowych (AIUTUC), Centrum Koordynacji Związków Zawodowych (TUCC), Stowarzyszenie Kobiet Samozatrudnionych (SEWA), Ogólnoindyjska Centralna Rada Związków Zawodowych (AICCTU), Federacja Postępu Pracy (LPF) i Zjednoczony Kongres Związków Zawodowych (UTUC).
W strajku brało udział kilka innych organizacji. Ogólnoindyjskie Stowarzyszenie Pracowników Banków (AIBEA) oświadczyło, że w strajku wzięło udział prawie 30 000 pracowników banków. Niezależne Federacje i Stowarzyszenia Branżowe (ISFA) wydały zawiadomienie o strajku pracownikom wszystkich branż. Zgodnie z oświadczeniem CPIM, „ogromny udział” miały grupy ludności, które nie otrzymały oficjalnego wezwania do strajku, takie jak pracownicy szarej strefy, studenci, kobiety i chłopi. W strajku generalnym wzięła udział około jedna czwarta wszystkich osób w wieku produkcyjnym w Indiach.
Data strajku generalnego zbiegła się z datą strajku Ogólnoindyjskiego Komitetu Koordynacyjnego Kisan Sangharsh (AIKSCC), który domagał się uchylenia niedawno uchwalonych ustaw antyrolniczych. Związki zawodowe pracowników i AIKSCC zadeklarowały swoją solidarność w dniach poprzedzających strajk generalny i mobilizację AIKSCC „Chalo Delhi” („Idźcie do Delhi”).

## Przebieg
24-godzinny strajk generalny miał miejsce na terenie całych Indii. W pięciu stanach – Kerala, Puducherry, Orisa, Asam i Telangana – prace całkowicie wstrzymano. Jharkhand i Chhattisgarh odnotowały 100-procentowy strajk. Tamilnadu odnotowało zamknięcie 13 z 38 dystryktów, a strajki przemysłowe trwały w pozostałych dystryktach. W Pendżabie i Harianie autobusy komunikacji miejskiej nie opuściły swoich baz. Strajk spowodował wstrzymanie pracy w bankach, usługach finansowych, różnych usługach rządowych, transporcie, zakładach stalowych, portach i dokach, usługach telekomunikacyjnych, plantacjach, elektrowniach, kopalniach węgla i innych, jednostkach wydobywczych ropy naftowej i gazu ziemnego oraz milionach innych miejsc.
Po strajku odbył się marsz protestacyjny indyjskich rolników do stolicy Indii, Nowego Delhi. 30 listopada „dziesiątki tysięcy rolników i ich zwolenników [demonstrowało] na kilku skrzyżowaniach dróg”. Do 3 grudnia BBC News liczbę rolników blokujących stolicę szacowało na kilkaset tysięcy.